# Lamprosema rhealis
Lamprosema rhealis là một loài bướm đêm trong họ Crambidae.